# Lucienne Moreau
Pour les articles homonymes, voir Moreau.
Lucienne Moreau, née le 17 février 1933 à Renazé et morte le 16 janvier 2022 à Sarcelles, est une comédienne française. Elle est principalement connue pour ses apparitions dans les émissions Groland et Le Petit Journal sur Canal +.

## Biographie
Lucienne Moreau a été veilleuse de nuit dans la première partie de sa vie professionnelle.
À presque soixante ans, en 1992, elle s'installe à Argenteuil, près de Paris. C'est là que, vers l'an 2000 et d'après son propre témoignage, elle a répondu à une annonce dans un journal gratuit pour faire des photos, puis de fil en aiguille s'est vu offrir des rôles de plus en plus importants.
L'agence de mannequin seniors Masters Models et l'agence de publicité Leg l'ont notamment mise en scène dans une affiche publicitaire pour Eurostar.
Elle a ensuite joué des rôles secondaires au cinéma et à la télévision, puis de plus grands rôles, en particulier dans Groland. En septembre 2010, elle est reconnue du grand public grâce à l'émission Le Petit Journal de Canal+ qui l'a érigée en vedette avec sa propre rubrique « The Lucienne Live Report » dans laquelle elle porte un regard satirique sur les soirées de la jet set parisienne.
En décembre 2010, elle participe au LOL Project de David Ken en se déguisant en Mère Noël.
Pendant les vacances de Noël 2010-2011, elle apparaît sur le plateau du Petit Journal de Canal+ aux côtés de Yann Barthès pour une nouvelle rubrique « Lucienne a lu », satire de la littérature people et politique.
À la rentrée 2013, elle rejoint la matinale de Virgin Radio, intitulée Virgin tonic, aux côtés de Christophe Beaugrand et de Florian Gazan.
Elle a également participé à plusieurs campagnes publicitaires : Cetelem, AdopteUnMec.com, Adrexo, la gamme Men Expert de L'Oréal Paris…
Le 30 mai 2014, à l'âge de 81 ans, elle participe à l'émission Fort Boyard pour une diffusion le 9 août sur France 2, ce qui fait d'elle la doyenne des participants depuis la création du jeu

Elle meurt le 16 janvier 2022 à Sarcelles, à l'âge de 88 ans,.

## Filmographie

### Cinéma
- 2003 : Qui a tué Bambi ? de Gilles Marchand : Lady, la patiente âgée
- 2017 : Jour J de Reem Kherici : la vieille dame dans l'ascenseur
- 2018 : Tout le monde debout de Franck Dubosc

### Télévision
- 1992 : Groland : sketches
- 2001 : Le Kad & O Show
- 2002 : H (saison 4)[réf. nécessaire]
- 2010-2011 : Le Petit Journal (Canal+)
- 2014 : Les Lolies (web-série), épisodes 9 et 13 : Lucienne

### Courts-métrages
- 2005 : Les Petits Hommes vieux de Yann Chayia : La petite femme vieille du voisin
- 2011 : Je suis un chic type de Edouard Charuit et Edward Beucler : Lucienne Blanchard[7]
- 2012 : Mamie Mia ! de Eva Klein, sélection officielle au festival Ici & Demain 2013 à Paris[8]
- 2012 : Hénaut président de Michel Muller (série) : La dame du bistrot
- 2016 : Je suis off de Kevin Zonnenberg et Thomas Scohy
- 2018 : En tout bien avec Benjamin Zeitoun

### Publicités
- 2010 : Cetelem
- 2011 : Institut de l'Internet et du Multimédia[9]
- 2011 : Adrexo[10]
- 2012 : AdopteUnMec.com[11]
- 2012 : offre NRJ Mobile au Crédit mutuel[12]
- 2013 : Eurostar[13]
- 2013 : gamme Men Expert de L'Oréal Paris avec Francisco Lachowski[14]
- 2014 : Ministère des Finances (déclaration des impôts en ligne)[15]
- 2018 : Café Grand-mère

### Clips
- 2014 : Zip Bag de Biga Ranx
- 2015 : Tchiquibam Tchiquiboum avec les Accros
- 2016 : Allo c'est moi Lucienne avec les Accros
- 2018 : Super Lucienne avec Billy Obam